# Tharybis asymmetrica
Tharybis asymmetrica is een eenoogkreeftjessoort uit de familie van de Tharybidae. De wetenschappelijke naam van de soort is voor het eerst geldig gepubliceerd in 1976 door Andronov.